# Tudásmenedzsment
A tudásmenedzsment az intézményi szellemi tőke növelését célzó törekvések összessége. A tudásmenedzsment a tudástőke létrehozásának, megtartásának, megosztásának és felhasználásának alapvető módja. A knowledge management angol szókapcsolatot legtöbbször tudásmenedzsmentnek, néha tudáskezelésnek, ismeretkezelésnek fordítják. Alapvetően üzleti trendek alapján kialakult tevékenységről van szó, ami megítélését önmagában sem pozitív, sem negatív értelemben nem befolyásolja. Célja, hogy keretet szolgáltasson egy közösség (vállalat, intézmény, szervezet) szellemi javainak minél gazdaságosabban történő kiaknázásához és felhasználásához.
A vállalati tudáskezelés alapvető feladata:
- szisztematikusan feltárja és megszüntesse a szervezeten belül fellelhető információs hézagokat,
- a szervezet valamennyi tagját bevonja az információgyűjtési tevékenységbe,
- ezáltal egy kifinomult és etikus információgyűjtő rendszert építsen ki,
- megtervezze és kiépítse a szervezet kommunikációs csatornáit,
- olyan szervezeti kultúrát igyekezzen kialakítani, ahol a tudás megosztása, a folyamatos tanulás és ismeretszerzés, a szervezet tudásbázisának állandó építése a napi munkafolyamatok szerves részét képezik.

A tudásmenedzsment a megfelelő információt nyújtja a megfelelő embernek a megfelelő időben, ezzel segítve új tudás létrehozásában, megosztásában, oly módon, hogy mérhetően javítsa az egész szervezet teljesítményét.